# محمد محسن (مطرب)
محمد محسن مطرب وملحن مصري من مواليد 18 مايو 1986، درس الهندسة وتميز بالغناء العربي التراثي. حيث قدم روائع الفنان سيد درويش والموسيقار محمد عبد الوهاب من خلال تقديم أعمالهما وألحانهما بشكل متجدد، كما قدم مسرحية «حكايات الناس في ثورة 1919» ومسرحية «ليلة من ألف ليلة وليلة»، وحصل على جائزة أفضل مطرب عربي في مهرجان «جوردان آووردز» نوفمبر 2012.

## حياته الشخصية
من مواليد 18 مايو 1986 في مركز أوسيم بمحافظة الجيزة، درس في كلية الهندسة جامعة القاهرة وكان يغني في مسرح الكلية، وتزوج عام 2016 من الممثلة هبة مجدي التي تعرف عليها خلال عملهما في مسرحية ليلة من ألف ليلة وليلة.

## المسيرة المهنية
بالتزامن مع أحداث ثورة 25 يناير في مصر، بدأ محسن انطلاقه الحقيقي من قلب ميدان التحرير، وقدم ألبومه الأول بعنوان «اللفً فـ شوارعك» في يناير 2012 متمسكا بتقديم عمل يحاكي الواقع الذي نعيشه. وقدم ألبومه الثاني بعنوان «حبايب زمان» في يوليو 2017.

## الجوائز
ترشح محسن عن ألبومه «اللفً فـ شوارعك» لجائزة أفضل مطرب عربي في مهرجان «جوردان آووردز» نوفمبر 2012 كما نال جائزة جريدة الأهرام لأفضل مطرب شاب عن عام 2012 في استفتاء الجمهور.

## التمثيل
خاض محمد محسن تجربة التمثيل والغناء المسرحي والدرامي من خلال دوره في مسرحية «حكايات الناس في ثورة 1919» على خشبة المسرح القومي، ومسلسل «زي الورد» الذي عرض في رمضان 2012 والذي قدم من خلاله العديد من الأغاني الرومانسية وأيضاً دوره في مسرحية ليلة من ألف ليلة وليلة مع الفنان يحيي الفخراني.

## وصلات خارجية
- محمد محسن على موقع ميوزك برينز (الإنجليزية)